# Marine royale laotienne
La Marine royale laotienne (en anglais : Royal Lao Navy) était la composante navale des Forces armées du Royaume (FAR), l'armée officielle du gouvernement du Royaume du Laos pendant la guerre civile laotienne entre 1960 et 1975.

## Histoire
La Marine laotienne a été formée pour la première fois le 28 janvier 1955 en tant que branche navale de l'Armée nationale laotienne (ANL) et a désigné Escadrille Fluviale. Force majoritairement fluviale, le Laos étant un pays sans littoral, la flottille fluviale de l'ANL était dotée à l'époque de dix-neuf bateaux de patrouille fluviale de construction américaine . La nouvelle marine laotienne était initialement formée et dotée d'officiers français et de sous officiers  détachés de la composante des forces navales du Corps expéditionnaire français en Extrême-Orient (CEFEO), bien qu'un petit nombre d'élèves candidats officiers navals laotiens sélectionnés ont également été envoyés en France, afin de suivre des cours avancés d'officier et d'officier marinier à l'École navale et à l'École de maistrance.
En juillet 1959, la flottille fluviale de l'ANL a été rebaptisée Marine laotienne et est devenue une branche indépendante, qui fait maintenant partie des Forces armées laotiennes nouvellement créées  Forces Armées du Royaume (FAR) en septembre 1961.

## Structure
La MRL, avec la Royal Lao Air Force (en) (RLAF) et l'Armée royale du Laos (ARL), a été placée sous le contrôle du Ministère de la défense à Vientiane. Son siège administratif a été affecté au port militaire de Vientiane, dont les installations comprenaient le principal chantier de réparation, le commandement de la flotte et la Régie Autonome des Transports Fluviaux du Laos (RATFL), qui assurait la logistique militaire et la navigation commerciale le long du Mékong.

### Organisation de la flotte
En avril 1975 la marine a atteint un pic à 500 hommes de troupe dirigés par le commandant Tiao Sinthanavong Kindavong, qui tenaient une flottille unique rivière totalisant 42 navires légers, répartis depuis le milieu des années 1950 en une Escadrille Fluviale du Haut Mékong (EFHM) et une Section de Transports Fluviaux du Laos (STFL). Tout au long de son existence, la LMR a reçu une assistance technique et de formation principalement de la France, de la Thaïlande et des États-Unis, ce dernier pays fournissant des bateaux de patrouille fluviale et des engins de transport pour équiper leurs escadrons de patrouille et de transport. La plupart des éléments de sa marine fluviale étaient stationnées en permanence à la base navale de Vientiane, avec des stations fluviales secondaires installées le long du Mékong à Luang Prabang, Pak Lay, Thakhek, Savannakhet, Paksé et l'île de Khong. le MRL ne possédait pas d'infanterie navale permanente ni d' unité de plongeurs de combat/commandos marins spécialisés.

## Flotte
Escorte et patrouille de combat :
- 6 patrouilleurs de type Cabin [2]
- 2 bateaux de patrouille Chris-Craft [3]
- 12 bateaux de patrouille de 11 m [4]
- 20 patrouilleurs PBR Mk 1 & 2 "Bibber" (en)

Navires de transport de troupes, d'assaut amphibie et d'opérations logistiques :
- 16 Landing Craft Utility (LCM-8 (en))